# Брјанска митрополија
Брјанска митрополија (рус. Брянская митрополия) митрополија је Руске православне цркве.
Образована је одлуком Светог синода од 29. маја 2013, а налази се у оквиру граница Брјанске области. У њеном саставу се налазе двије епархије: Брјанска и Клинцовска.